# Лебедев, Олег Алексеевич
Оле́г Алексе́евич Ле́бедев (1900—1972) — советский актёр театра, Заслуженный артист Карело-Финской ССР (1943), Народный артист Карело-Финской ССР (1951).

## Биография
Родился в семье служащего.
В 1915 году окончил коммерческое училище в Петергофе. Участник Гражданской войны в России.
В 1918 году учился в студии имени Ф. Шаляпина, в 1919—1921 годах учился в Петроградском военно-инженерном училище, занимался в театральной студии училища под руководством В. В. Максимова.
В 1921—1940 годах — актёр Большого драматического театра им. Горького, Ленинградского театра комедии, Мариупольского городского театра.
В 1941—1955 годах — ведущий актёр и режиссёр Русского драматического театра Карело-Финской ССР (Петрозаводск). В 1951—1952 годах — директор театра.
С 1960 года — актёр Ленинградского областного театра драмы и комедии.
Театральные роли
- Старик (М. Горький «Старик», 1942)
- Фаюнин (Л. Леонв «Нашествие», 1943)
- Вишневский (А. Островский «Доходное место», 1945)
- Окаёмов (А. Афиногенов «Машенька», 1948)
- Войницкий (А. Чехов «Дядя Ваня», 1950)
- Жан Вольжан (В. Гюго «Отверженные», 1951)

и другие.
Режиссёрские работы
- «Слуга двух господ» К. Гольдони, 1948
- «Закон Ликурга» К. Гольдони, 1950
- «Твоё личное дело» Е. Успенская, Л. Ошанин, 1950
- «День чудесных обманов (Дуэнья)» Р. Шеридан, 1955

и другие.